# 欧州連合・法の支配ミッション
コソボにおける欧州連合・法の支配ミッション（おうしゅうれんごう ほうのしはいミッション、European Union Rule of Law Mission in Kosovo）、通称EULEXコソボは、欧州連合によってコソボに派遣された警察・文民による支援ミッションである。EULEXは、国際連合安全保障理事会決議1244に基づくコソボへの国際的な監視を引き継ぐことを意図して計画された。セルビアやロシアははじめ、EULEXは国際連合安全保障理事会の決議を歪める、違法なものであると主張していたが、2008年の末にはこれらの主張を取り下げた。ミッションには2000人の警察官や司法関係者がおり、4箇月に及ぶ展開準備を2008年2月16日に開始した。
EULEXは、2008年12月9日から、正式にコソボでの活動を開始した。
コソボのアルバニア人は、EULEXがコソボの治安を維持し、その領域の統一と欧州統合への筋道となることを期待する一方で、セルビア側は、EULEXがコソボの独立を推進することを警戒し、中立を保つよう求めている。

## 構成と展開
1800人から1900人の、強い権限を持った監視団が欧州理事会によって2007年12月14日に裁可された。その人数については、セルビアのEULEXへの不同意により、より不安定となることが予見されたため、後に2000人に拡張された。。EULEXは警察官（対暴動部隊を含む）、検察官、裁判官によって構成され、民主的な価値観に基づく法の支配をコソボに植えつけることを目的としている。ミッションは大規模なものであり、ミッションが開始されれば、コソボは、ブリュッセル以外ではもっとも多くの欧州公務員が配置されることになる。ミッションの代表となるのはフランス人のイヴ・ド・ケルマボン（Yves de Kermabon）で、欧州連合のコソボ特別代表ペーター・フェイス（Pieter Feith）の下で、EULEXの活動の責任者である。EULEXは初年には1億6500万ユーロの拠出を見込んでいる。
EULEXの設置を最終的に決めるのは2008年1月28日の予定であった。しかし、これは、続く2月3日に予定されていたセルビアの大統領選挙や、セルビアとの安定化・連合協定の署名への悪影響の懸念のために延期された。公式に発表された延期理由は、EULEXに関する法的な根拠の欠如であるとされた。行動計画は2008年2月4日に採択され、2月18日に予定されていた最終採択を残すのみとなった。
スペインは、国際連合の国際連合コソボ暫定行政ミッション（UNMIK）の任務をEULEXが置き換えることの法的な問題が解決されない限り、EULEXには参加しないと表明した。スペインの外相ミゲル・アンヘル・モラティノス（Miguel Ángel Moratinos）は、スロベニアで行われた欧州連合の外相会談にて、国際連合からの公式な権力移譲が認められるまでの間、スペインはEULEXに人員を参加させないとした。
欧州連合の加盟国以外では、クロアチア、トルコ、スイス、ノルウェー、アメリカ合衆国がEULEXに参加する。

## 政治的立場

欧州連合加盟国のコソボの国家承認状況
凡例:
コソボを国家承認
コソボを未承認

欧州連合はコソボ地位問題の主導を目指していたが、セルビアの同意のないままの一方的なコソボの独立宣言を承認するか否かをめぐって、加盟諸国間で意見が分かれた。コソボ問題に関する欧州連合の一致については合意が得られたものの、欧州連合理事会議長国によって、欧州連合にはコソボの独立承認の可否を決めることはできないと発表した。
欧州連合は、EULEXの法的な地位は、コソボを国際的な監視下に置くとする国連安保理の決議1244号に基づくものであるとした。しかし、KFORに代わってコソボの安全保障を引き受ける予定であった欧州連合部隊（EUFOR）は、ロシアの反対によって、これを実現するための新しい安保理決議を得ることができなかった。セルビアは、EULEXはコソボの独立を認めるものであるとした。
2008年11月、欧州連合は、EULEXを通じてアハティサーリ案の実現を目指すことをしないよう求めるセルビアの要求に応じ、EULEXはコソボの地位に関して中立の立場をとることを言明した。これによって、EULEXはセルビア、国連安保理の同意を得られた。

## コソボへの軍の派遣
- ドイツ: ドイツはおよそ600人の兵士を平和維持のためにコソボに派遣する[21]。
- イタリア: イタリアは600人の兵士を平和維持のためにコソボに派遣する[21]。
- イギリス: 2008年4月25日、イギリスは、およそ600人からなる軽武装の歩兵大隊・ザ・ライフルズを、秩序維持のために派遣すると発表した[22]。